# 天使の恋人
『天使の恋人』（てんしのこいびと、英語: An Angelic Lover） は、香港出身の歌手ビビアン・チョウの日本における2枚目の広東語のスタジオ・アルバム。
1995年2月1日にユニバーサルミュージックからリリースされた。

## 解説
シングル曲「紅葉の落ちる頃…」「仮装」を含む全11曲を収録。香港でも人気のある『美少女戦士セーラームーン』香港広東語版の主題歌「美少女戦士（中国語: 美少女戰士 (1994年歌曲)）」を追加収録している。日本初回限定盤には特典で10Pの写真集が附属した。
収録曲のうち「あなたは自分が好き」は、ビビアン・チョウ自身が作曲を手がけている。

## 収録曲
| #         | タイトル               | 作詞          | 作曲                         | 時間      |       |
| --------- | ---------------------- | ------------- | ---------------------------- | --------- | ----- |
| 1.        | 「紅葉の落ちる頃…」    | 李敏          | 姚大偉                       | 4:33      |       |
| 2.        | 「仮装」               | 黃凱芹        | 黃凱芹                       | 3:40      |       |
| 3.        | 「思い出の夜」         | 林志美        | 林志美                       | 4:06      |       |
| 4.        | 「ありふれた夢」       | 古倩敏        | 蘇淑洳                       | 4:31      |       |
| 5.        | 「季節をください」     | 林志美 王書權 | 林志美                       | 4:43      |       |
| 6.        | 「天使の恋人」         | 簡寧          | 野下俊哉                     | 4:01      |       |
| 7.        | 「あなたは自分が好き」 | 黃凱芹        | 周慧敏                       | 4:01      |       |
| 8.        | 「艶やかなパーティ」   | 陳少琪        | 陳永明                       | 4:38      |       |
| 9.        | 「鏡の中の女」         | 潘源良        | Vehnee Saturno Tito Cayamada | 4:12      |       |
| 10.       | 「時は過ぎていく」     | 何秀萍        | 盧東尼                       | 4:44      |       |
| 11.       | 「美少女戦士」         |               |                              |           |       |
| 合計時間: | 合計時間:              | 合計時間:     | 合計時間:                    | 合計時間: | 46:13 |